# Dolmen de la Frébouchère
Le dolmen de la Frébouchère, appelé aussi Pierre-Couverte, est un dolmen situé au Bernard, dans le département français de la Vendée.

## Historique
Vers 1833, une fouille clandestine pratiquée par des chercheurs de trésor entraina la bascule de deux piliers vers l'intérieur de la chambre. Le monument fut restauré en 1887 et classé au titre des monuments historiques en 1889.

## Description
C'est un dolmen de type angevin avec couloir formant portique, dont il subsiste deux piliers. Une dalle reposant au sol au nord-est de la chambre pourrait correspondre à la table de couverture du portique. Le dolmen est orienté au sud-est. La chambre, de forme rectangulaire, mesure 7,20 m de longueur pour 3,50 m de largeur en moyenne. Elle est délimitée par neuf orthostates dont sept en granite  et deux en grès. La dalle de chevet déborde de chaque côté de la chambre. Elle comporte la trace d'une tentative de débitage. À l'intérieur de la chambre, il existe une pierre tronconique en forme de colonne, qui ne soutient pas la couverture et dont la fonction demeure inconnue.

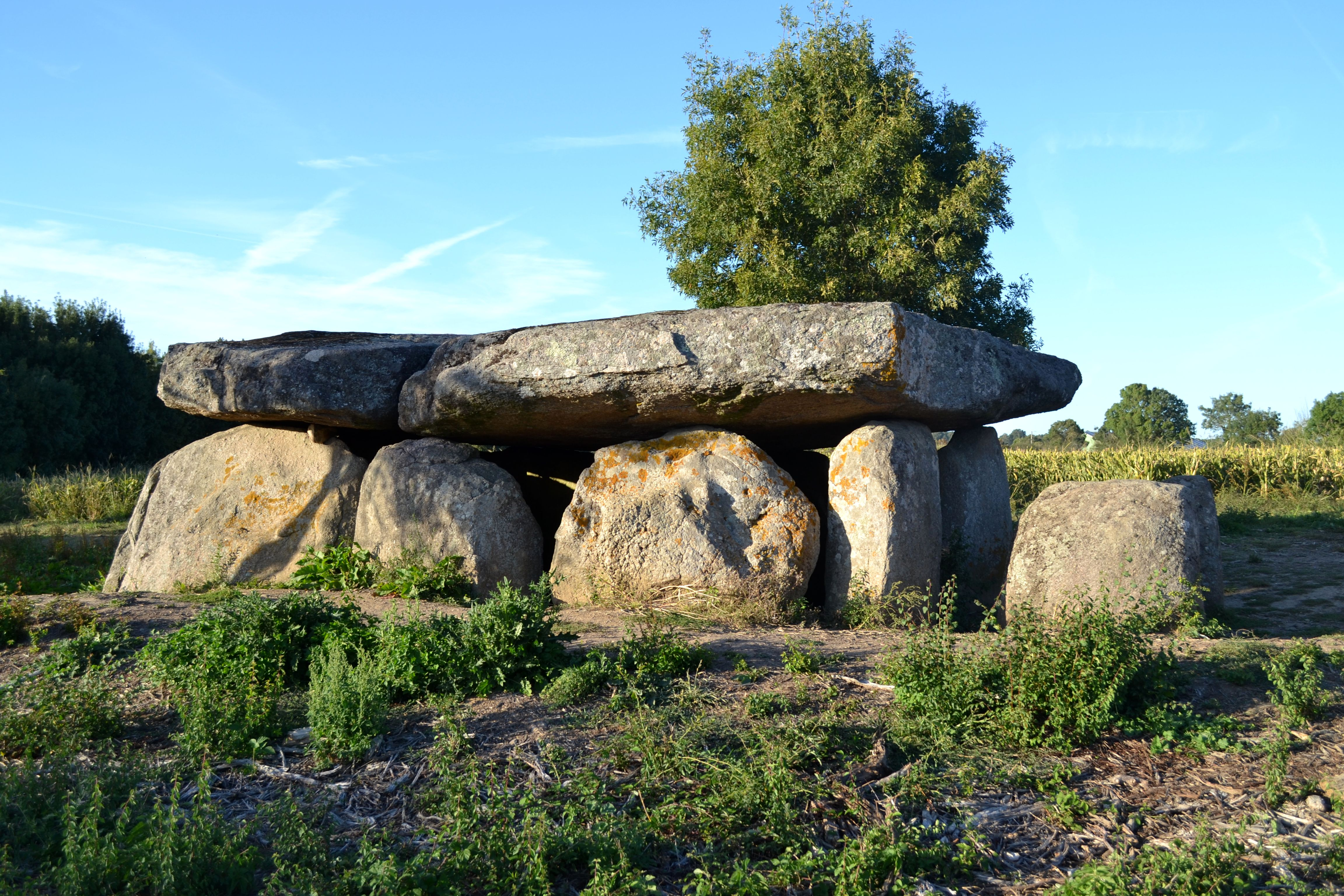
Vue côté sud.

La chambre est recouverte d'une unique table de couverture, de 8,30 m de longueur pour 5,50 m de largeur et 0,65 m d'épaisseur dont le poids est estimé à plus de 80 t. Elle aurait été brisée en deux parties par la foudre en 1793 selon l'abbé Baudry, en 1815 selon Léon Audé. En réalité, la fracture pourrait être beaucoup plus ancienne ou il pourrait s'agir de deux dalles soigneusement accolées. Les blocs de granite pourraient provenir d'une carrière identifié 50 m plus à l'ouest.
Les restes du tumulus, en forme de poire, sont visibles au sud du monument, ils sont actuellement masqués par une haie. 
Les menhirs de la Frébouchère, menhirs satellites du dolmen, sont situés à quelques centaines de mètres au nord et au nord-est du dolmen.
Aucun matériel archéologique n'a été retrouvé mais quelques objets lithiques, dont une hache polie, ont été retrouvés à proximité lors de prospections de surface.

## Folklore
Le dolmen aurait été édifié par des fées et des fadets. Selon un témoignage daté de 1840, les jours de fêtes le dolmen servait de salle de fête : les jeunes filles dansaient sur la table de couverture tandis que l'on servait du vin aux anciens dans la chambre sépulcrale. Excédés, fées et fradets jetèrent un sort sur les fermes voisines et le bétail succomba aux épidémies, seule la destruction des fermes pouvant lever le sort.
La table de couverture comporterait sur sa surface une cuvette correspondant au pas du Diable. La tradition voulant qu'elle fût frappée par la foudre pourrait être assimilée à un châtiment divin de ce monument considéré comme païen : dans cette hypothèse le choix de la date de l'année de l'évènement (1793 ou 1815) ne serait pas innocent.